# Santa Fé do Araguaia
Santa Fé do Araguaia é um município brasileiro do estado do Tocantins. Localiza-se a uma latitude 07º09'21" sul e a uma longitude 48º42'10" oeste, estando a uma altitude de 190 metros. Sua população estimada em 2013 era de 7.054 habitantes.
Possui uma área de 1683,91 km².

## Demografia
O município inclui a Comunidade Quilombola de Cocalinho. Este quilombo foi certificado como remanescente de quilombo pela Fundação Cultural Palmares em 2006. Pelo Censo demográfico do Brasil de 2022, haviam 401 habitantes na comunidade. A comunidade conta com a Associação dos Quilombolas de Cocalinho, que atua em defesa dos direitos dos moradores, em questões como moradia, cultura, artesanato e outras, com presidente eleito pelos moradores.